# Barani Mnich
Barani Mnich (słow. Baraní mních) – wzniesienie o kształcie skalnego garbu znajdujące się w długiej południowo-wschodniej grani Wyżniego Baraniego Zwornika, w południowo-wschodniej części masywu Baranich Rogów w słowackiej części Tatr Wysokich. Od Baraniej Baszty na zachodzie oddzielony jest dwusiodłową Przełączką za Baranim Mnichem, a od masywu Spiskiej Grzędy oddziela go Barania Przełęcz. Na wierzchołek Baraniego Mnicha nie prowadzą żadne znakowane szlaki turystyczne, dla taterników najtrudniejsza jest jego wschodnia ściana opadająca w stronę Doliny Dzikiej.

## Historia
Pierwsze wejścia:
- Kazimierz Bizański, Janusz Chmielowski, Witold Chmielowski, Adam Lewicki, Jan Bachleda Tajber, Klemens Bachleda i Wojciech Brzega, 24 września 1901 r. – letnie,
- Tibold Kregczy, Lajos Rokfalusy i Zoltán Votisky, 17 kwietnia 1911 r. – zimowe.